# Gare de Keisei Koiwa
La gare de Keisei Koiwa (京成小岩駅, Keisei-Koiwa-eki) est une gare ferroviaire de la ligne principale Keisei. Elle est située dans l'arrondissement d'Edogawa, à Tokyo au Japon. 
Elle est exploitée par la compagnie Keisei.

## Situation ferroviaire
La gare de Keisei Koiwa est située au point kilométrique (PK) 14,5 de la ligne principale Keisei.

## Historique
La gare a été inaugurée le 15 mai 1932.

## Service des voyageurs

### Accueil
La gare dispose d'un bâtiment voyageurs, avec guichets, ouvert tous les jours. 

### Desserte
- Ligne principale Keisei :
  - voies 1 et 2 : direction Keisei Takasago, Oshiage et Keisei Ueno
  - voies 3 et 4 : direction Keisei Funabashi, Keisei Chiba et aéroport de Narita